# 麥克法蘭 (密蘇里州)
麥克法蘭（英語：McFarland）是位於美國密蘇里州托尼縣的鬼鎮。

## 歷史
麥克法蘭的郵局於1901年設立，其後於1911年停運。

## 地理
麥克法蘭所處的海拔為高於海平面226米（即741英呎），而該地所採用的時區為UTC-6，即北美中部時區（CST）。同時該地設有夏令時間，為UTC-6調快一小時，即UTC-5（CDT）。